# Eisenbahnbrücke (Frischborn)
Die ehemalige Eisenbahnbrücke zwischen der mittelhessischen Stadt Lauterbach und ihrem Ortsteil Frischborn ist eine denkmalgeschützte Steinbrücke. Sie führt die 1901 eröffnete Eisenbahnstrecke Lauterbach–Grebenhain der Oberwaldbahn östlich von Frischborn über die Lauter. Die parabolische Bogenbrücke wurde aus Basalt gemauert.
Die Brücke diente als Vorbild für die später erbaute Kreisstraßenbrücke über den Eisenbach unweit der Eisenbahnstrecke. Diese wurde jedoch zusätzlich mit einer Basaltverblendung versehen.
Über die Frischborner Eisenbahnbrücke verläuft heute der Vulkanradweg, sie ist Kulturdenkmal aus geschichtlichen und technischen Gründen.